# ریمو ماتسوکا
ریمو ماتسوکا (انگلیسی: Rimu Matsuoka؛ زادهٔ ۲۲ ژوئیهٔ ۱۹۹۸) بازیکن فوتبال اهل ژاپن است.
از باشگاه‌هایی که در آن بازی کرده‌است می‌توان به باشگاه فوتبال توکیو اشاره کرد.